# Çöl Beşdəli
Çöl Beşdəli è un comune dell'Azerbaigian situato nel distretto di Sabirabad. Conta una popolazione di 1 296 abitanti.